# Imago (zoologia)

Ultima muta di una cicala che dà origine all'immagine alata

In biologia, l'imago (o immagine, imagine, stadio immaginale) è l'ultimo stadio della metamorfosi di un insetto, ovvero il suo processo di crescita e sviluppo.
In tale stadio l'insetto è spesso definito adulto: è l'unico stadio durante il quale l'insetto è sessualmente maturo e, se si tratta di una specie alata, l'unico stadio in cui ha ali funzionali.
Normalmente segue la muta finale degli stadi immaturi, ma in alcune specie, come negli Apterygota o negli Hemimetabola, in cui la metamorfosi è "incompleta", segue l'ultimo stadio ninfale. Negli Oligoneoptera, in cui è presente uno stadio pupale, la muta finale segue l'emersione dalla pupa, dopodiché la metamorfosi è completa, sebbene in alcune specie vi sia un periodo prolungato di maturazione. Gli Ephemeroptera non hanno uno stadio pupale, ma attraversano brevemente uno stadio alato intermedio chiamato subimago, durante il quale hanno ali funzionali ma non sono ancora sessualmente maturi.